# Villers-Outréaux
Villers-Outréaux település Franciaországban, Nord megyében. Lakosainak száma 2137 fő (2022. január 1.). Villers-Outréaux Aubencheul-aux-Bois, Beaurevoir, Gouy, Crèvecœur-sur-l’Escaut és Malincourt községekkel határos.

## Népesség
A település népessége az elmúlt években az alábbi módon változott:
| Lakosok száma | 2091 | 2072 | 2116 | 2110 | 2129 | 2142 | 2146 | 2156 | 2137 |
|               | 2013 | 2015 | 2016 | 2017 | 2018 | 2019 | 2020 | 2021 | 2022 |